# Isla Tobishima
Tobishima (飛島?) es una isla habitada localizada en el mar deJapón, administrada por Sakata, prefectura de Yamagata, Japón. La isla, de 2.75 km², tuvo una población de 275 habitantes en 2005. La isla no tiene ningún aeropuerto, y el acceso se realiza normalmente mediante ferry desde la ciudad de Sakata. La economía isleña depende principalmente de la pesca comercial y del turismo estacional.

## Geografía
Tobishima se encuentra aproximadamente a 39 kilómetros al oeste de Honshu. El punto más alto de la isla es el Takamori-yama ( 高森山 ) de 68 metros.
La isla es mayoritariamente plana, con una elevación suave en la costa este y en la costa oeste, la costa oeste está caracterizada por acantilados empinados. Las instalaciones portuarias se encuentra en la costa este donde se encuentra la mayoría de la población.
La isla está cubierta por árboles caducifolios, incluyendo la Eurya japonica. La isla también sirve como unas tierras importantes para 270 especies de pájaros migratorios.

## Historia
Tobishima ha estado poblada durante miles de años, con restos arqueológicos del Período Jōmon. En el Período Heian tardío, la isla estuvo controlada por el clan Abe, seguido por el clan Kiyohara. En el Período Edo, formó parte de las posesiones del clan Sakai en el Dominio Shonai y un puerto ocasional para los barcos mercanteskitamaebune.